# Snivilisation
Snivilisation — третий музыкальный альбом британского электронного дуэта Orbital,
выпущенный в 1994 году.

## Список композиций
1. «Forever» — 7.59
2. «I Wish I Had Duck Feet» — 4.05
3. «Sad But True» — 7.49
4. «Crash and Carry» — 4.43
5. «Science Friction» — 5.03
6. «Philosophy by Numbers» — 6.39
7. «Kein Trink Wasser» — 9.24
8. «Quality Seconds» — 1.25
9. «Are We Here?» — 15.33
10. «Attached» — 12.25